# 塞纳河畔梅济
塞纳河畔梅济（法語：Mézy-sur-Seine，法語發音：[mezi syʁ sɛn]）是法国伊夫林省的一个市镇，属于芒特拉若利区。

## 地理
塞纳河畔梅济（49°0'7"N, 1°52'52"E）面积4.76 平方千米，位于法国法蘭西島大區伊夫林省，该省份为法国北部内陆省份，北起瓦兹河谷省，西接厄尔省，西南接厄尔-卢瓦省，东南接埃松省，东临上塞纳省。
与塞纳河畔梅济接壤的市镇（或旧市镇、城区）包括：塞纳河畔弗兰、阿德里库尔、瑞济耶、伊夫林地区默朗、萊米羅、蒙西扬河畔万维尔、瑟兰库尔。

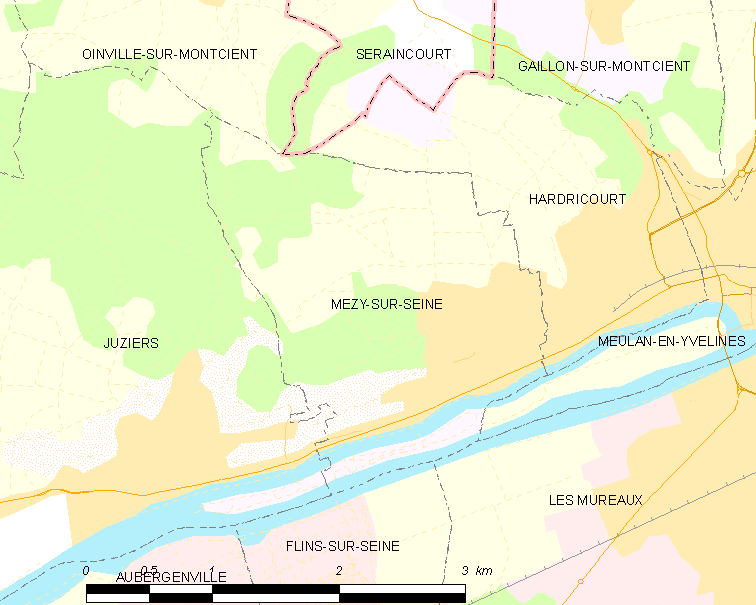
塞纳河畔梅济的OSM定位图

塞纳河畔梅济的时区为UTC+01:00、UTC+02:00（夏令时）。

## 行政
塞纳河畔梅济的邮政编码为78250，INSEE市镇编码为78403。

## 政治
塞纳河畔梅济所属的省级选区为莱米罗县。

## 人口

1962-2008年间塞纳河畔梅济人口变化图示

塞纳河畔梅济于2022年1月1日时的人口数量为2261人。